# Kälåtjärnen, Jämtland
Kälåtjärnen är en sjö i Bräcke kommun i Jämtland och ingår i Indalsälvens huvudavrinningsområde.